# Драгово
Дрàгово е село в Югоизточна България, община Карнобат, област Бургас.

## География
Село Драгово се намира на около 33 km запад-северозападно от центъра на областния град Бургас, около 10 km изток-югоизточно от общинския център град Карнобат и около 15 km югозападно от град Айтос. Разположено е в източните склонове на възвишението Хисар, по полегатия десен (западен) долинен склон на Селската река, десен приток на Чукарска река (Чакърлийска река, Чакърлийка). Надморската височина в центъра на селото е около 250 m. На Селската река югоизточно край селото има язовир.
Общински път води на северозапад от Драгово през село Соколово до връзка с първокласния Подбалкански път.
Землището на село Драгово граничи със землищата на: село Чукарка на север; село Караново на североизток и изток; село Винарско на югоизток; село Вратица на юг; село Хаджиите на югозапад и запад; село Соколово на северозапад.

## История
След Руско-турската война 1877 – 1878 г., по Берлинския договор 1878 г. селото остава в Източна Румелия; присъединено е към България след Съединението през 1885 г.
През 1934 г. селото с дотогавашно име Дживирлѝи е преименувано на Драгово.

## Население
Населението на село Драгово наброява 427 души при преброяването към 1934 г., след последователни низходящи и възходящи промени през следващите години намалява до 239 (по текущата демографска статистика за населението) към 2021 г.

### Етнически състав
Преброяване на населението през 2011 г.
Численост и дял на етническите групи според преброяването на населението през 2011 г.:
|                     | Численост |
| Общо                | 242       |
| Българи             | -         |
| Турци               | 13        |
| Цигани              | -         |
| Други               | -         |
| Не се самоопределят | -         |
| Неотговорили        | 221       |

## Обществени институции
Село Драгово към 2022 г. е център на кметство Драгово.
В селото към 2022 г. има джамия.

## Личности
Родени
- Дончо Вълчев (1932 – 2004), български живописец, професор